# Józef Kruk (działacz społeczny)
Józef Kruk (ur. 27 lutego 1947 w Krakowie, zm. 7 listopada 2015) – polski przedsiębiorca, działacz społeczny i filantrop, honorowy obywatel gminy Zabierzów.

## Życiorys
Był wieloletnim pracownikiem Katedry i Zakładu Medycyny Sądowej Collegium Medicum Uniwersytetu Jagiellońskiego w Krakowie. W 1990 wspólnie z żoną Krystyną założył firmę Usługi Komunalne Kruk w Modlniczce. Na emeryturę przeszedł w 2013.
Był współzałożycielem i wiceprezesem Jurajskiej Izby Gospodarczej. Wspierał akcje charytatywne i imprezy sportowe oraz organizacje pozarządowe szczególnie na terenie gmin Zabierzów, Wielka Wieś i Liszki. Przyczynił się do wyremontowania Oddziału Neurochirurgii Dziecięcej Szpitala w Prokocimiu. Wspierał hospicjum dla dzieci Alma Spei w Krakowie. W wywiadzie dla „Dziennika Polskiego” przyznał, że „jeśli ktoś prosi go o chleb, on daje jeszcze coś więcej”.
Medal „Zasłużony dla Gminy Zabierzów” otrzymał w 2005 z okazji XV-lecia samorządu Gminy. W 2012 otrzymał od Minister Sportu i Turystyki Brązową Odznakę „Za Zasługi dla Sportu”. W 2013 w plebiscycie „Dziennika Polskiego” zajął pierwsze miejsce w powiecie krakowskim uzyskując tytuł Najbardziej Wpływowego Człowieka Powiatu. Od Gminy Zabierzów otrzymał Oskara Gminnego w kategorii „Najlepszy z najlepszych”, a w 2013 został wyróżniony honorowym obywatelstwem. Zabierał głos w sprawach Gminy i regionu. Fundował tablice pamiątkowe i sztandary dla lokalnych organizacji.
W 2015 otrzymał pośmiertnie nagrodę Województwa Małopolskiego „Amicus Hominum” w kategorii „działalność filantropijna”. Wyróżniono go jako zasłużonego społecznika, „który nigdy nie odmawiał pomocy”. W 2016 jego imieniem nazwano jedną z ulic Zabierzowa. We wspomnieniu zamieszczonym w 2017 w periodyku Jurajskiej Izby Gospodarczej zapisano, że „nie dopuszczał do siebie myśli, że można zostawić w potrzebie kogoś, kto potrzebuje pomocy”. W 2018 Rada Powiatu Krakowskiego przyznała mu tytuł „Zasłużony dla Powiatu Krakowskiego”. Wniosek o to wyróżnienie poparło 1300 mieszkańców. Od 2018 odbywają się rozgrywki młodych piłkarzy Kruk Cup.
Został pochowany na cmentarzu Parafii św. Antoniego z Padwy w Rząsce.